# Petit icosicosidodécaèdre rétroadouci
En géométrie, le petit icosidodécadodécaèdre rétroadouci est un polyèdre uniforme non convexe, indexé sous le nom U72.

## Coordonnées cartésiennes
Les coordonnées cartésiennes des sommets d'un petit icosidodécadodécaèdre rétroadouci centré à l'origine sont les permutations paires de
(±½(−1/τ−√(3τ−2)), 0, ±½(3−τ√(3τ−2)))
(±½(1/τ−√(3τ−2)), ±1, ±½(1+2/τ−τ√(3τ−2)))
(±½(τ2−√(3τ−2)), ±1/τ, ±½(1−τ√(3τ−2)))
où τ = (1+√5)/2 est le nombre d'or (quelquefois écrit φ).